# NOT 게이트
| INPUT | OUTPUT |
| A     | NOT A  |
| 0     | 1      |
| 1     | 0      |

NOT 게이트는 논리 회로 소자의 하나로, 출력이 입력과 반대되는 값을 가지는 논리소자이다. 인버터 (Inverter) 라고 부르기도 한다. PMOS 1개와 NMOS 1개로 구성된다.

## Verilog
Y <= !A

## 회로 및 동작
A에 0이 인가되면 PMOS가 Turn-on 되며 VDD로부터 전류가 흘러 Y에 전하를 축적시키고 1의 출력값을 갖는다.
A에 1이 인가되면 NMOS가 Turn-on 되며 축적된 전하가 GND로 빠져나가 0의 출력값을 갖는다.

## 같이 보기
- NAND 게이트
- NOR 게이트
- XNOR 게이트